# ユリウス・エクスナー
ユリウス・エクスナー（Julius Exner、1825年11月30日 - 1910年11月15日）はチェコ人を父親に持つデンマークの画家である。デンマーク民衆の生活を描いた風俗画で知られる。クレステン・ダルスゴーやフレゼリク・フェアミーアン（Frederik Vermehren）とともに、デンマークの「ナショナル・ロマンティシズム」の画家である。

## 略歴
コペンハーゲンに生まれた。父親はチェコ生まれの音楽家で、母親はデンマーク人である。1839年からデンマーク王立美術院で、ヨハン・ルートヴィッヒ・ルンドやクリストファー・エカスベアに学んだ。シャルロッテンボー宮殿で行われる展覧会に1844年に初めて出展し、その時代は歴史画を描いていた。1847年に妹の肖像画で、王立美術院のノイハウゼン賞（De Neuhausenske Præmier）を受賞した。1849年に作品がデンマーク王立絵画コレクション(後のDanish National Gallery)に買い上げられた。
「ナショナル・ロマンティシズム」（national romanticism）を推進した、美術史家、批評家のホイエン(Niels Lauritz Høyen)に影響を受けて、デンマーク民衆の姿を描くようになり、アマー島に住み、その地に暮らす人々を描き、高い評価を得た。1853年にトルバルセン賞を受賞した。収集家のハインリヒ・ヒアシュプロングもエクスナーの絵画を購入し、現在のヒアシュプロング美術館に収められている。
1857年と1858年に王立美術院に援助を受けて、イタリアのヴェネツィアなどの各都市、ドレスデン、ウィーン、スイス、パリなどを旅した。1862年にデンマークの田園詩人、ヴィンダ（Christian Winther）の著作の挿絵も描いた。
1864年に王立美術院の会員になり、1866年にスウェーデン王立美術院の会員に選ばれた。1876年から王立美術院の教授を務めた。1877年から南デンマークのファーン島（Fanø）で夏を過ごすようになり、ファーン島の人々の姿を描いた。1878年のパリ万国博覧会に出展し、1879年からシャルロッテンボー展覧会の委員に選ばれ、委員長も務めた。

## 作品

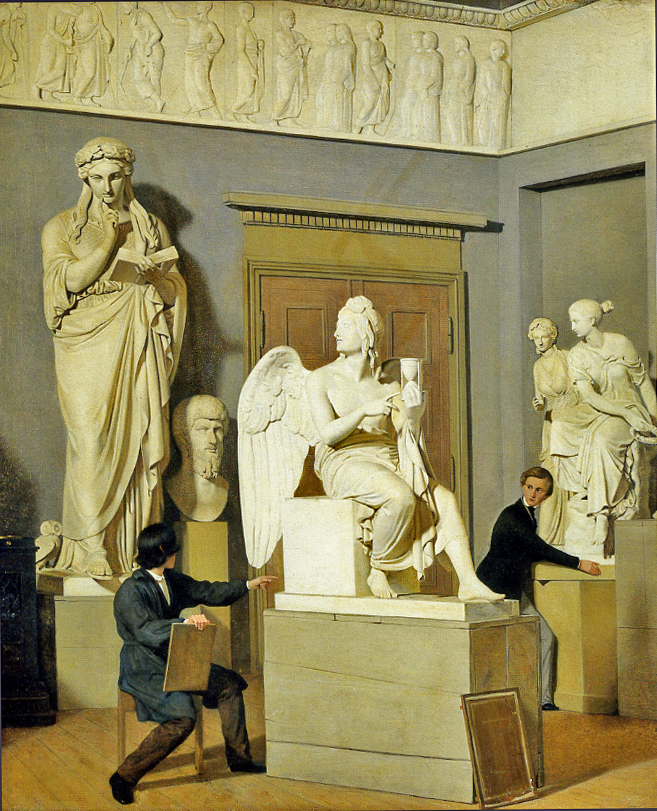
「王立美術院の彫像室」 (1843)
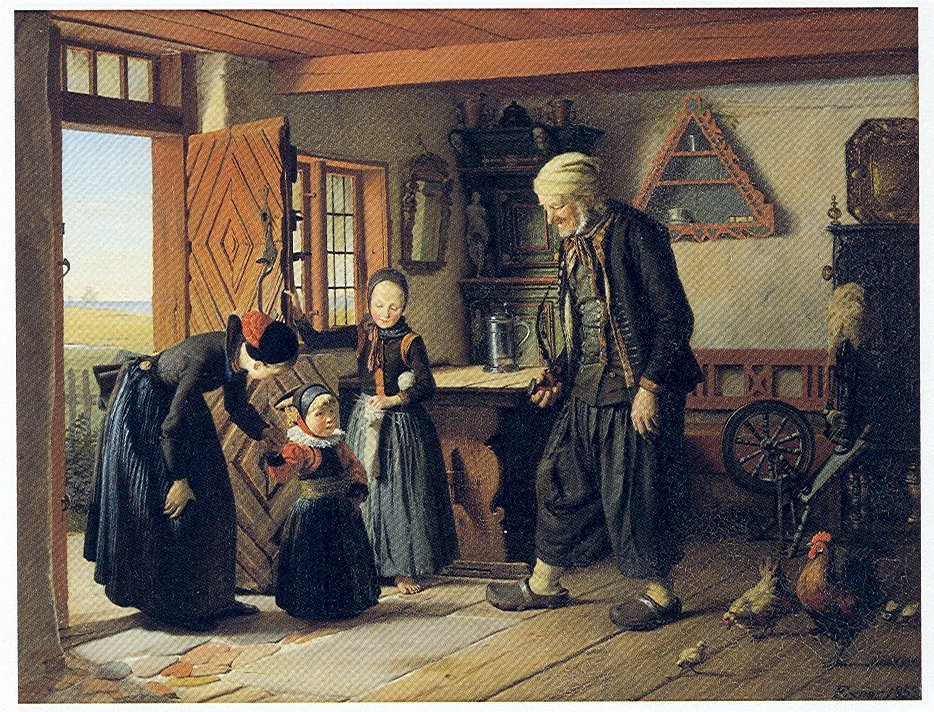
「祖父を訪れる子供」 (1853)
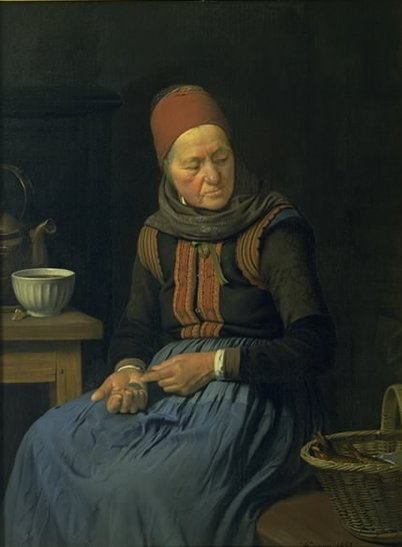
「アマー島の女性」 (1852)
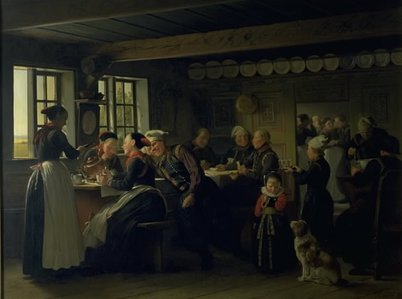
「アマー島の人々」 (1854)
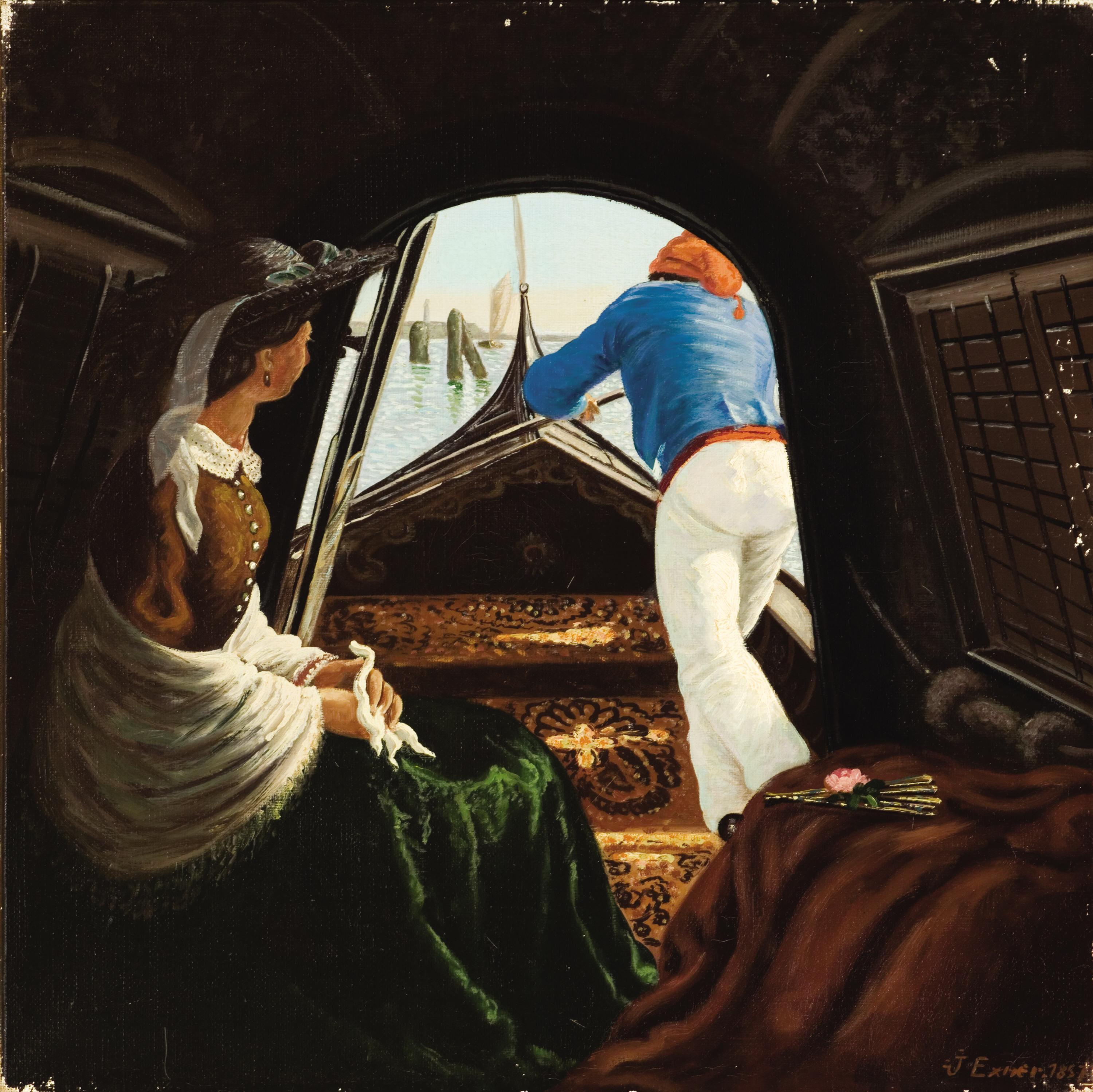
ゴンドラ (1859)
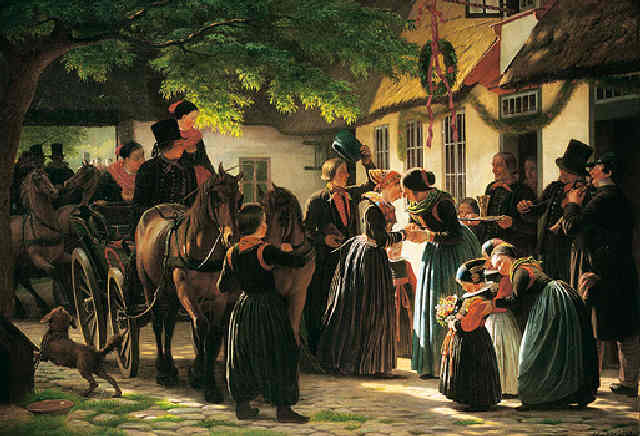
「結婚式から戻った夫婦」 (1863)
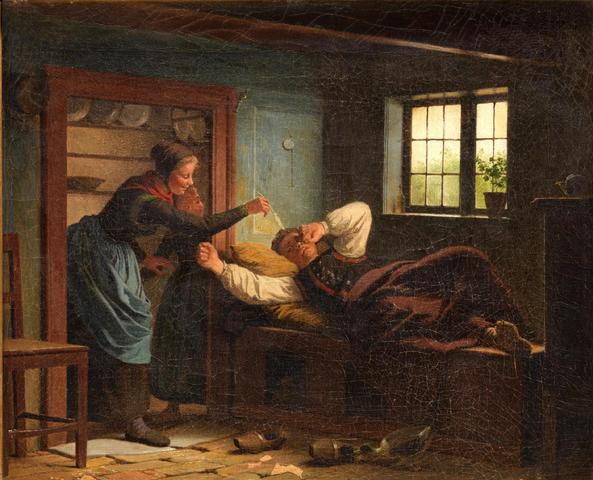
邪魔される昼寝
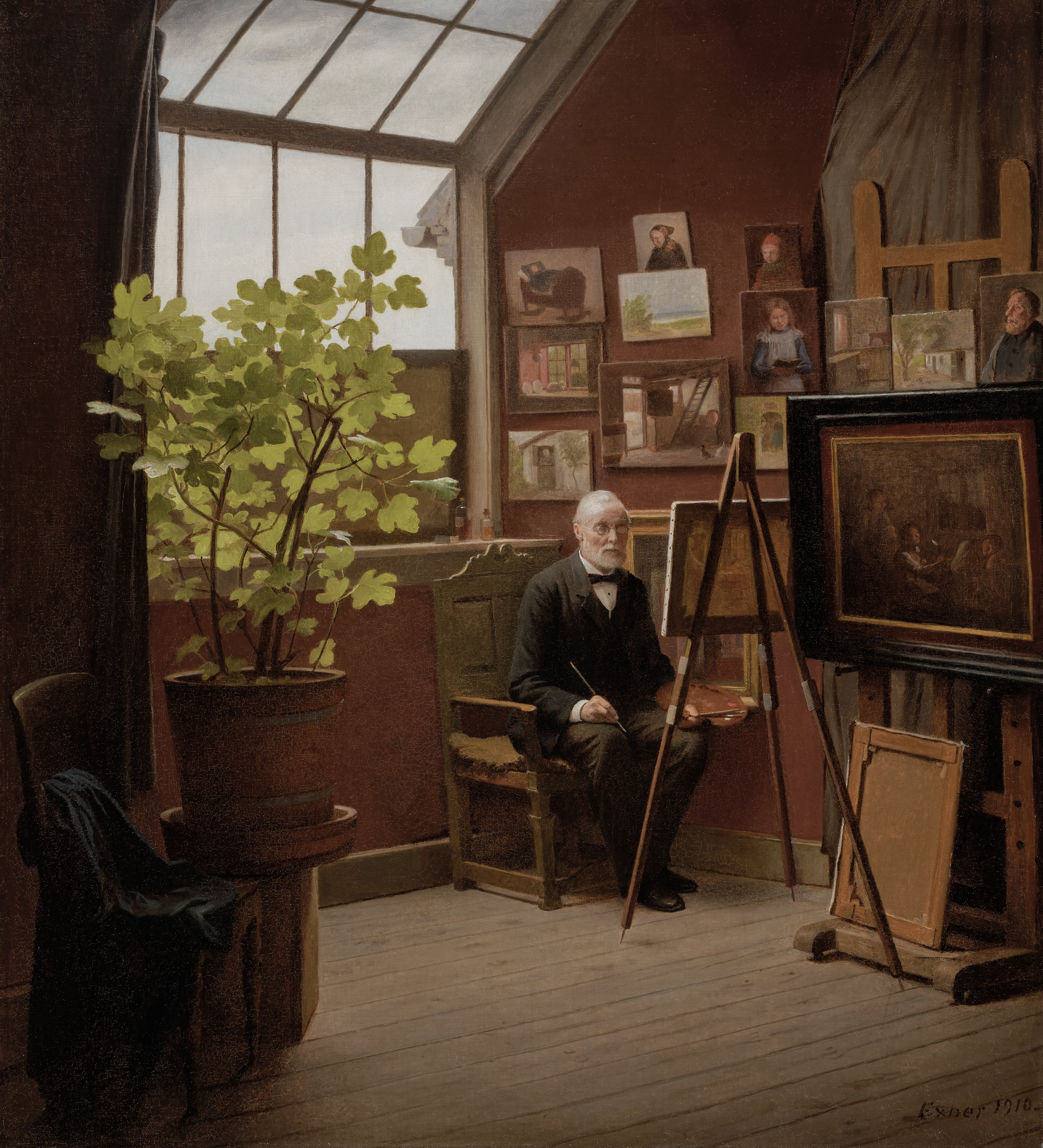
「自画像」 (1910)